# Liste des anciennes communes du Gers
Cette page a pour objectif de retracer toutes les modifications communales dans le département du Gers : les anciennes communes qui ont existé depuis la Révolution française, ainsi que les créations, les modifications officielles de nom, et les échanges de territoires entre communes.
689 communes formaient le département en 1800, dans le format actuel du département (encore convient-il d'y ajouter les 15 autres communes détachées du département en 1808, pour constituer le nouveau département de Tarn-et-Garonne).
René Pagel, dans son ouvrage de 1903, nous informe que la Révolution avait généreusement découpé le territoire de l'Armagnac (en 952 communes, l'un des plus grands nombres de France), au point que certaines "communes" étaient si petites qu'elles en étaient ingérables (à l'image de Marseillan-Debat et ses 4 habitants ou encore Loucournau et ses 8 habitants). Ceci a conduit à une vague massive de regroupements dès 1791 (la liste ci-dessous ne semble pas exhaustive). L'exode rural prononcé et arrivé tôt a, de nouveau, amené d'autres vagues de fusions dans les années 1821-1824 puis en 1836. En 1840, on ne compte plus que 470 communes dans le département. Depuis lors, le nombre a peu fluctué, en dépit des lois incitant aux regroupements, alors que le département est devenu peu peuplé. Aujourd'hui le département compte 458 communes (au 1er janvier 2025).
La création du département de Tarn-et-Garonne en 1808 a amputé le département du Gers du canton de Lavit (15 communes). De même, la limite avec le département des Landes a fluctué à plusieurs reprises.

## Fusions
| Nom de la nouvelle commune                         | Communes réunies                             | Régime                                                       | Date (et nature) de la décision                    | Date d'effet                 |
| -------------------------------------------------- | -------------------------------------------- | ------------------------------------------------------------ | -------------------------------------------------- | ---------------------------- |
| Cap d'Astarac                                      | Saint-Blancard                               | commune nouvelle (avec communes déléguées)                   | 18 décembre 2024 (Arrêté)                          | 1er janvier 2025             |
| Cap d'Astarac                                      | Cabas-Loumassès                              | commune nouvelle (avec communes déléguées)                   | 18 décembre 2024 (Arrêté)                          | 1er janvier 2025             |
| Cap d'Astarac                                      | Monbardon                                    | commune nouvelle (avec communes déléguées)                   | 18 décembre 2024 (Arrêté)                          | 1er janvier 2025             |
| Cap d'Astarac                                      | Sarcos                                       | commune nouvelle (avec communes déléguées)                   | 18 décembre 2024 (Arrêté)                          | 1er janvier 2025             |
| Riscle                                             | Riscle                                       | commune nouvelle (avec communes déléguées)                   | 21 décembre 2018 (Arrêté)                          | 1er janvier 2019             |
| Riscle                                             | Cannet                                       | commune nouvelle (avec communes déléguées)                   | 21 décembre 2018 (Arrêté)                          | 1er janvier 2019             |
| Castelnau d'Auzan Labarrère                        | Castelnau-d'Auzan                            | commune nouvelle (avec 1 seule commune déléguée : Labarrère) | 8 décembre 2015 (Arrêté) 24 décembre 2015 (Arrêté) | 1er janvier 2016             |
| Castelnau d'Auzan Labarrère                        | Labarrère                                    | commune nouvelle (avec 1 seule commune déléguée : Labarrère) | 8 décembre 2015 (Arrêté) 24 décembre 2015 (Arrêté) | 1er janvier 2016             |
| Le Brouilh-Monbert                                 | Le Brouilh                                   | fusion association (fusion simple depuis le 1-1-1981)        | 8 juillet 1974 (Décret)                            | 1er août 1974                |
| Le Brouilh-Monbert                                 | Monbert                                      | fusion association (fusion simple depuis le 1-1-1981)        | 8 juillet 1974 (Décret)                            | 1er août 1974                |
| Seissan                                            | Seissan                                      | fusion association                                           | 30 décembre 1972 (Arrêté)                          | 1er janvier 1973             |
| Seissan                                            | Artiguedieu                                  | fusion association                                           | 30 décembre 1972 (Arrêté)                          | 1er janvier 1973             |
| Berdoues-Ponsampère                                | Berdoues (commune rétablie en 1993)          | fusion association (dissoute en 1993)                        | 29 décembre 1972 (Arrêté)                          | 1er janvier 1973             |
| Berdoues-Ponsampère                                | Ponsampère (commune rétablie en 1993)        | fusion association (dissoute en 1993)                        | 29 décembre 1972 (Arrêté)                          | 1er janvier 1973             |
| Vic-Fezensac                                       | Vic-Fezensac                                 | fusion association                                           | 28 décembre 1972 (Arrêté)                          | 1er janvier 1973             |
| Vic-Fezensac                                       | Lagraulas                                    | fusion association                                           | 28 décembre 1972 (Arrêté)                          | 1er janvier 1973             |
| Monferran-Savès                                    | Monferran-Savès                              | fusion                                                       | 20 février 1965 (Arrêté)                           | 20 février 1965              |
| Monferran-Savès                                    | Garbic                                       | fusion                                                       | 20 février 1965 (Arrêté)                           | 20 février 1965              |
| Roquelaure                                         | Roquelaure                                   | fusion                                                       | 7 août 1950 (Décret)                               | 13 août 1950                 |
| Roquelaure                                         | Arcamont                                     | fusion                                                       | 7 août 1950 (Décret)                               | 13 août 1950                 |
| Lasserre-Berdoues                                  | Lasserre-Berdoues                            | fusion                                                       | 11 mars 1868 (Décret)                              | 11 mars 1868 (Décret)        |
| Lasserre-Berdoues                                  | Arcoues                                      | fusion                                                       | 11 mars 1868 (Décret)                              | 11 mars 1868 (Décret)        |
| Projan                                             | Projan                                       | fusion                                                       | 9 juillet 1852 (Loi)                               | 9 juillet 1852 (Loi)         |
| Projan                                             | Villères (la partie du Petit-Villères)       | fusion                                                       | 9 juillet 1852 (Loi)                               | 9 juillet 1852 (Loi)         |
| Ségos                                              | Ségos                                        | fusion                                                       | 9 juillet 1852 (Loi)                               | 9 juillet 1852 (Loi)         |
| Ségos                                              | Villères (la partie du Grand-Villères)       | fusion                                                       | 9 juillet 1852 (Loi)                               | 9 juillet 1852 (Loi)         |
| Mirande                                            | Mirande                                      | fusion                                                       | 16 août 1841 (Ordonnance)                          | 16 août 1841 (Ordonnance)    |
| Mirande                                            | Artigues                                     | fusion                                                       | 16 août 1841 (Ordonnance)                          | 16 août 1841 (Ordonnance)    |
| Mirande                                            | Mazerettes                                   | fusion                                                       | 16 août 1841 (Ordonnance)                          | 16 août 1841 (Ordonnance)    |
| Mirande                                            | Valentées                                    | fusion                                                       | 16 août 1841 (Ordonnance)                          | 16 août 1841 (Ordonnance)    |
| Saint-Orens                                        | Saint-Orens (canton de Valence)              | fusion                                                       | 21 février 1841 (Ordonnance)                       | 21 février 1841 (Ordonnance) |
| Saint-Orens                                        | Pouy-Petit                                   | fusion                                                       | 21 février 1841 (Ordonnance)                       | 21 février 1841 (Ordonnance) |
| Beaucaire                                          | Beaucaire                                    | fusion                                                       | 21 octobre 1839 (Ordonnance)                       | 21 octobre 1839 (Ordonnance) |
| Beaucaire                                          | Pardailhan                                   | fusion                                                       | 21 octobre 1839 (Ordonnance)                       | 21 octobre 1839 (Ordonnance) |
| Condom                                             | Condom                                       | fusion                                                       | 21 octobre 1839 (Ordonnance)                       | 21 octobre 1839 (Ordonnance) |
| Condom                                             | Lialores                                     | fusion                                                       | 21 octobre 1839 (Ordonnance)                       | 21 octobre 1839 (Ordonnance) |
| Monblanc                                           | Monblanc                                     | fusion                                                       | 21 octobre 1839 (Ordonnance)                       | 21 octobre 1839 (Ordonnance) |
| Monblanc                                           | Lahillère                                    | fusion                                                       | 21 octobre 1839 (Ordonnance)                       | 21 octobre 1839 (Ordonnance) |
| Valence                                            | Valence                                      | fusion                                                       | 21 octobre 1839 (Ordonnance)                       | 21 octobre 1839 (Ordonnance) |
| Valence                                            | Ampeils                                      | fusion                                                       | 21 octobre 1839 (Ordonnance)                       | 21 octobre 1839 (Ordonnance) |
| Bazian                                             | Bazian                                       | fusion                                                       | 5 août 1839 (Ordonnance)                           | 5 août 1839 (Ordonnance)     |
| Bazian                                             | Saint-Yors                                   | fusion                                                       | 5 août 1839 (Ordonnance)                           | 5 août 1839 (Ordonnance)     |
| Pouy-Loubrin                                       | Pouy-Loubrin                                 | fusion                                                       | 5 août 1839 (Ordonnance)                           | 5 août 1839 (Ordonnance)     |
| Pouy-Loubrin                                       | Lamothe-Lescure                              | fusion                                                       | 5 août 1839 (Ordonnance)                           | 5 août 1839 (Ordonnance)     |
| Rozès                                              | Rozès                                        | fusion                                                       | 5 août 1839 (Ordonnance)                           | 5 août 1839 (Ordonnance)     |
| Rozès                                              | Miran                                        | fusion                                                       | 5 août 1839 (Ordonnance)                           | 5 août 1839 (Ordonnance)     |
| Saint-Jean-Poutge                                  | Saint-Jean-Poutge                            | fusion                                                       | 5 août 1839 (Ordonnance)                           | 5 août 1839 (Ordonnance)     |
| Saint-Jean-Poutge                                  | Pléhaut                                      | fusion                                                       | 5 août 1839 (Ordonnance)                           | 5 août 1839 (Ordonnance)     |
| Saint-Sauvy                                        | Saint-Sauvy                                  | fusion                                                       | 5 août 1839 (Ordonnance)                           | 5 août 1839 (Ordonnance)     |
| Saint-Sauvy                                        | Lucvielle                                    | fusion                                                       | 5 août 1839 (Ordonnance)                           | 5 août 1839 (Ordonnance)     |
| Seysses-Savès                                      | Seysses-Savès                                | fusion                                                       | 5 août 1839 (Ordonnance)                           | 5 août 1839 (Ordonnance)     |
| Seysses-Savès                                      | Le Peyrigué                                  | fusion                                                       | 5 août 1839 (Ordonnance)                           | 5 août 1839 (Ordonnance)     |
| Arblade-le-Haut                                    | Arblade-le-Haut                              | fusion                                                       | 2 mars 1837 (Ordonnance)                           | 2 mars 1837 (Ordonnance)     |
| Arblade-le-Haut                                    | Loubion                                      | fusion                                                       | 2 mars 1837 (Ordonnance)                           | 2 mars 1837 (Ordonnance)     |
| Beaumont                                           | Beaumont                                     | fusion                                                       | 2 mars 1837 (Ordonnance)                           | 2 mars 1837 (Ordonnance)     |
| Beaumont                                           | Vopillon                                     | fusion                                                       | 2 mars 1837 (Ordonnance)                           | 2 mars 1837 (Ordonnance)     |
| Lannemaignan                                       | Lannemaignan                                 | fusion                                                       | 2 mars 1837 (Ordonnance)                           | 2 mars 1837 (Ordonnance)     |
| Lannemaignan                                       | Tachouzin                                    | fusion                                                       | 2 mars 1837 (Ordonnance)                           | 2 mars 1837 (Ordonnance)     |
| Maignaut-Tauzia                                    | Maignaut                                     | fusion                                                       | 2 mars 1837 (Ordonnance)                           | 2 mars 1837 (Ordonnance)     |
| Maignaut-Tauzia                                    | Tauzia-le-Grand                              | fusion                                                       | 2 mars 1837 (Ordonnance)                           | 2 mars 1837 (Ordonnance)     |
| Miran                                              | Miran                                        | fusion                                                       | 2 mars 1837 (Ordonnance)                           | 2 mars 1837 (Ordonnance)     |
| Miran                                              | Aumensan                                     | fusion                                                       | 2 mars 1837 (Ordonnance)                           | 2 mars 1837 (Ordonnance)     |
| Castelnau-sur-l'Auvignon                           | Castelnau-sur-l'Auvignon                     | fusion                                                       | 26 juin 1836 (Ordonnance)                          | 26 juin 1836 (Ordonnance)    |
| Castelnau-sur-l'Auvignon                           | Abrin                                        | fusion                                                       | 26 juin 1836 (Ordonnance)                          | 26 juin 1836 (Ordonnance)    |
| Rozès                                              | Rozès                                        | fusion                                                       | 6 mai 1836 (Ordonnance) 6                          | 6 mai 1836 (Ordonnance) 6    |
| Rozès                                              | Lamazère (canton de Valence)                 | fusion                                                       | 6 mai 1836 (Ordonnance) 6                          | 6 mai 1836 (Ordonnance) 6    |
| Cassaigne                                          | Cassaigne                                    | fusion                                                       | 18 mars 1836 (Ordonnance)                          | 18 mars 1836 (Ordonnance)    |
| Cassaigne                                          | Flarambel                                    | fusion                                                       | 18 mars 1836 (Ordonnance)                          | 18 mars 1836 (Ordonnance)    |
| Mauroux                                            | Mauroux                                      | fusion                                                       | 18 mars 1836 (Ordonnance) 6                        | 18 mars 1836 (Ordonnance) 6  |
| Mauroux                                            | Saint-Martin-de-Las-Oumettes                 | fusion                                                       | 18 mars 1836 (Ordonnance) 6                        | 18 mars 1836 (Ordonnance) 6  |
| Polastron                                          | Polastron                                    | fusion                                                       | 18 mars 1836 (Ordonnance)                          | 18 mars 1836 (Ordonnance)    |
| Polastron                                          | Laurac                                       | fusion                                                       | 18 mars 1836 (Ordonnance)                          | 18 mars 1836 (Ordonnance)    |
| Lanne-Soubiran                                     | Lanne-Soubiran                               | fusion                                                       | 4 mars 1836 (Ordonnance)                           | 4 mars 1836 (Ordonnance)     |
| Lanne-Soubiran                                     | Clarens (canton de Nogaro)                   | fusion                                                       | 4 mars 1836 (Ordonnance)                           | 4 mars 1836 (Ordonnance)     |
| Larroumieu                                         | Larroumieu                                   | fusion                                                       | 4 mars 1836 (Ordonnance)                           | 4 mars 1836 (Ordonnance)     |
| Larroumieu                                         | Belmont                                      | fusion                                                       | 4 mars 1836 (Ordonnance)                           | 4 mars 1836 (Ordonnance)     |
| Mansencôme                                         | Mansencôme                                   | fusion                                                       | 4 mars 1836 (Ordonnance)                           | 4 mars 1836 (Ordonnance)     |
| Mansencôme                                         | Le Busca-Maniban                             | fusion                                                       | 4 mars 1836 (Ordonnance)                           | 4 mars 1836 (Ordonnance)     |
| Sorbets                                            | Sorbets                                      | fusion                                                       | 4 mars 1836 (Ordonnance)                           | 4 mars 1836 (Ordonnance)     |
| Sorbets                                            | Lauhaguet                                    | fusion                                                       | 4 mars 1836 (Ordonnance)                           | 4 mars 1836 (Ordonnance)     |
| Sorbets                                            | Vielcapet                                    | fusion                                                       | 4 mars 1836 (Ordonnance)                           | 4 mars 1836 (Ordonnance)     |
| Barran                                             | Barran                                       | fusion                                                       | 15 février 1836 (Ordonnance)                       | 15 février 1836 (Ordonnance) |
| Barran                                             | Castagnères (une partie)                     | fusion                                                       | 15 février 1836 (Ordonnance)                       | 15 février 1836 (Ordonnance) |
| Lasséran                                           | Lasséran                                     | fusion                                                       | 15 février 1836 (Ordonnance)                       | 15 février 1836 (Ordonnance) |
| Lasséran                                           | Castagnères (une partie)                     | fusion                                                       | 15 février 1836 (Ordonnance)                       | 15 février 1836 (Ordonnance) |
| Simorre                                            | Simorre                                      | fusion                                                       | 15 février 1836 (Ordonnance)                       | 15 février 1836 (Ordonnance) |
| Simorre                                            | Baillasbats                                  | fusion                                                       | 15 février 1836 (Ordonnance)                       | 15 février 1836 (Ordonnance) |
| Cazeneuve                                          | Cazeneuve                                    | fusion                                                       | 1832                                               | 1832                         |
| Cazeneuve                                          | Lamothe-Gondrin                              | fusion                                                       | 1832                                               | 1832                         |
| Cravencères                                        | Cravencères                                  | fusion                                                       | 1832                                               | 1832                         |
| Cravencères                                        | L'Hôpital-Sainte-Christie                    | fusion                                                       | 1832                                               | 1832                         |
| Eauze                                              | Eauze                                        | fusion                                                       | 1832                                               | 1832                         |
| Eauze                                              | Saint-Amand                                  | fusion                                                       | 1832                                               | 1832                         |
| Labarrère                                          | Labarrère                                    | fusion                                                       | 1832                                               | 1832                         |
| Labarrère                                          | Torrebren                                    | fusion                                                       | 1832                                               | 1832                         |
| Lauraët                                            | Lauraët                                      | fusion                                                       | 1832                                               | 1832                         |
| Lauraët                                            | Marrats                                      | fusion                                                       | 1832                                               | 1832                         |
| Ramouzens                                          | Ramouzens                                    | fusion                                                       | 1832                                               | 1832                         |
| Ramouzens                                          | L'Isle-Bascous                               | fusion                                                       | 1832                                               | 1832                         |
| Saint-Lizier-du-Planté                             | Saint-Lizier-du-Planté                       | fusion                                                       | 1830                                               | 1830                         |
| Saint-Lizier-du-Planté                             | Savignac-Loussous                            | fusion                                                       | 1830                                               | 1830                         |
| Saint-Martin                                       | Saint-Martin (canton de Nogaro)              | fusion                                                       | 1830                                               | 1830                         |
| Saint-Martin                                       | Lou-Castagnet                                | fusion                                                       | 1830                                               | 1830                         |
| Saint-Martin                                       | Mauriet                                      | fusion                                                       | 1830                                               | 1830                         |
| Saint-Michel                                       | Saint-Michel                                 | fusion                                                       | 25 mars 1830 (Ordonnance)                          | 25 mars 1830 (Ordonnance)    |
| Saint-Michel                                       | Sarragailloles                               | fusion                                                       | 25 mars 1830 (Ordonnance)                          | 25 mars 1830 (Ordonnance)    |
| Saint-Pierre-d'Aubézies                            | Saint-Pierre-d'Aubézies                      | fusion                                                       | 1830                                               | 1830                         |
| Saint-Pierre-d'Aubézies                            | Montégut-de-Gures                            | fusion                                                       | 1830                                               | 1830                         |
| Aurimont                                           | Aurimont                                     | fusion                                                       | 26 mars 1829 (Ordonnance)                          | 26 mars 1829 (Ordonnance)    |
| Aurimont                                           | Sainte-Marie-de-Maurens                      | fusion                                                       | 26 mars 1829 (Ordonnance)                          | 26 mars 1829 (Ordonnance)    |
| Bouzon-Gellenave                                   | Bouzon                                       | fusion                                                       | 1829                                               | 1829                         |
| Bouzon-Gellenave                                   | Gellenave                                    | fusion                                                       | 1829                                               | 1829                         |
| Caupenne                                           | Caupenne                                     | fusion                                                       | 1829                                               | 1829                         |
| Caupenne                                           | Cantiran (de Caupenne, canton de Nogaro)     | fusion                                                       | 1829                                               | 1829                         |
| Caupenne                                           | Espagnet                                     | fusion                                                       | 1829                                               | 1829                         |
| Caupenne                                           | Izaute                                       | fusion                                                       | 1829                                               | 1829                         |
| Couloumé-Mondebat                                  | Couloumé                                     | fusion                                                       | 1829                                               | 1829                         |
| Couloumé-Mondebat                                  | Mondebat                                     | fusion                                                       | 1829                                               | 1829                         |
| Le Houga                                           | Le Houga                                     | fusion                                                       | 1829                                               | 1829                         |
| Le Houga                                           | Laterrade-Saint-Aubin                        | fusion                                                       | 1829                                               | 1829                         |
| Le Houga                                           | Saint-Aubin                                  | fusion                                                       | 1829                                               | 1829                         |
| Laujuzan                                           | Laujuzan                                     | fusion                                                       | 1829                                               | 1829                         |
| Laujuzan                                           | Lau                                          | fusion                                                       | 1829                                               | 1829                         |
| Laujuzan                                           | Latterrade-de-Mau                            | fusion                                                       | 1829                                               | 1829                         |
| Luppé                                              | Luppé                                        | fusion                                                       | 1829                                               | 1829                         |
| Luppé                                              | Violles                                      | fusion                                                       | 1829                                               | 1829                         |
| Magnan                                             | Magnan                                       | fusion                                                       | 1829                                               | 1829                         |
| Magnan                                             | Crémens                                      | fusion                                                       | 1829                                               | 1829                         |
| Magnan                                             | Daunian                                      | fusion                                                       | 1829                                               | 1829                         |
| Montpézat                                          | Montpézat                                    | fusion                                                       | 1829                                               | 1829                         |
| Montpézat                                          | Gensac-Savès                                 | fusion                                                       | 1829                                               | 1829                         |
| Nogaro                                             | Nogaro                                       | fusion                                                       | 1829                                               | 1829                         |
| Nogaro                                             | Bouit                                        | fusion                                                       | 1829                                               | 1829                         |
| Nogaro                                             | Urgosse (commune rétablie en 1893)           | fusion                                                       | 1829                                               | 1829                         |
| Seissan                                            | Seissan                                      | fusion                                                       | 26 mars 1829 (Ordonnance)                          | 26 mars 1829 (Ordonnance)    |
| Seissan                                            | Auriac                                       | fusion                                                       | 26 mars 1829 (Ordonnance)                          | 26 mars 1829 (Ordonnance)    |
| Lupiac                                             | Lupiac                                       | fusion                                                       | 1828                                               | 1828                         |
| Lupiac                                             | Pujos                                        | fusion                                                       | 1828                                               | 1828                         |
| Miramont                                           | Miramont (canton de Mirande)                 | fusion                                                       | 1828                                               | 1828                         |
| Miramont                                           | Troncens-Laffitte                            | fusion                                                       | 1828                                               | 1828                         |
| Miramont                                           | Villeneuve (canton de Mirande)               | fusion                                                       | 1828                                               | 1828                         |
| Monbrun                                            | Monbrun (canton de Cologne)                  | fusion                                                       | 1828                                               | 1828                         |
| Monbrun                                            | Horgues                                      | fusion                                                       | 1828                                               | 1828                         |
| Ordan-Larroque                                     | Larroque-Ordan                               | fusion                                                       | 1828                                               | 1828                         |
| Ordan-Larroque                                     | Meilhan                                      | fusion                                                       | 1828                                               | 1828                         |
| Sirac                                              | Sirac                                        | fusion                                                       | 1828                                               | 1828                         |
| Sirac                                              | Le Pin (canton de Cologne)                   | fusion                                                       | 1828                                               | 1828                         |
| Auradé                                             | Auradé                                       | fusion                                                       | 1827                                               | 1827                         |
| Auradé                                             | Goujon                                       | fusion                                                       | 1827                                               | 1827                         |
| Lias                                               | Lias (canton de L'Isle-Jourdain)             | fusion                                                       | 1827                                               | 1827                         |
| Lias                                               | Goudourvielle                                | fusion                                                       | 1827                                               | 1827                         |
| Idrac-Respaillès                                   | Idrac                                        | fusion                                                       | 1825                                               | 1825                         |
| Idrac-Respaillès                                   | Respaillès                                   | fusion                                                       | 1825                                               | 1825                         |
| Mauvezin                                           | Mauvezin                                     | fusion                                                       | 1825                                               | 1825                         |
| Mauvezin                                           | Engalin                                      | fusion                                                       | 1825                                               | 1825                         |
| Mauvezin                                           | Lamothe-Pouy                                 | fusion                                                       | 1825                                               | 1825                         |
| Mauvezin                                           | Lamothe-Cannes                               | fusion                                                       | 1825                                               | 1825                         |
| Roquefort                                          | Roquefort                                    | fusion                                                       | 1825                                               | 1825                         |
| Roquefort                                          | Clarac                                       | fusion                                                       | 1825                                               | 1825                         |
| Boucagnères                                        | Boucagnères                                  | fusion                                                       | 21 octobre 1824 (Ordonnance)                       | 21 octobre 1824 (Ordonnance) |
| Boucagnères                                        | Gramont                                      | fusion                                                       | 21 octobre 1824 (Ordonnance)                       | 21 octobre 1824 (Ordonnance) |
| Boucagnères                                        | Montarrabé                                   | fusion                                                       | 21 octobre 1824 (Ordonnance)                       | 21 octobre 1824 (Ordonnance) |
| Haulies                                            | Haulies                                      | fusion                                                       | 21 octobre 1824 (Ordonnance)                       | 21 octobre 1824 (Ordonnance) |
| Haulies                                            | Arcagnac                                     | fusion                                                       | 21 octobre 1824 (Ordonnance)                       | 21 octobre 1824 (Ordonnance) |
| Ordan                                              | Ordan                                        | fusion                                                       | 21 octobre 1824 (Ordonnance)                       | 21 octobre 1824 (Ordonnance) |
| Ordan                                              | Ardenne                                      | fusion                                                       | 21 octobre 1824 (Ordonnance)                       | 21 octobre 1824 (Ordonnance) |
| Sainte-Christie                                    | Sainte-Christie (canton d'Auch)              | fusion                                                       | 21 octobre 1824 (Ordonnance)                       | 21 octobre 1824 (Ordonnance) |
| Sainte-Christie                                    | Casteljaloux                                 | fusion                                                       | 21 octobre 1824 (Ordonnance)                       | 21 octobre 1824 (Ordonnance) |
| Castet-Arrouy                                      | Castet-Arrouy                                | fusion                                                       | 1824                                               | 1824                         |
| Castet-Arrouy                                      | Paravis (une partie)                         | fusion                                                       | 1824                                               | 1824                         |
| Sainte-Mère                                        | Sainte-Mère                                  | fusion                                                       | 1824                                               | 1824                         |
| Sainte-Mère                                        | Paravis (une partie)                         | fusion                                                       | 1824                                               | 1824                         |
| L'Isle-Jourdain                                    | L'Isle-Jourdain                              | fusion                                                       | 1824                                               | 1824                         |
| L'Isle-Jourdain                                    | Araguès                                      | fusion                                                       | 1824                                               | 1824                         |
| L'Isle-Jourdain                                    | Cassemartin                                  | fusion                                                       | 1824                                               | 1824                         |
| Larroque                                           | Larroque                                     | fusion                                                       | 1824                                               | 1824                         |
| Larroque                                           | Meilhan (canton de Jegun)                    | fusion                                                       | 1824                                               | 1824                         |
| Maravat                                            | Maravat                                      | fusion                                                       | 1824                                               | 1824                         |
| Maravat                                            | Corné                                        | fusion                                                       | 1824                                               | 1824                         |
| Maravat                                            | Touron                                       | fusion                                                       | 1824                                               | 1824                         |
| Mongausy                                           | Mongausy                                     | fusion                                                       | 1824                                               | 1824                         |
| Mongausy                                           | Larrouquau                                   | fusion                                                       | 1824                                               | 1824                         |
| Saint-Brès                                         | Saint-Brès                                   | fusion                                                       | 1824                                               | 1824                         |
| Saint-Brès                                         | Grilhon                                      | fusion                                                       | 1824                                               | 1824                         |
| Lauret-Sainte-Gemme                                | Lauret                                       | fusion                                                       | 7 janvier 1824 (Ordonnance)                        | 7 janvier 1824 (Ordonnance)  |
| Lauret-Sainte-Gemme                                | Sainte-Gemme                                 | fusion                                                       | 7 janvier 1824 (Ordonnance)                        | 7 janvier 1824 (Ordonnance)  |
| Fleurance                                          | Fleurance                                    | fusion                                                       | 1823                                               | 1823                         |
| Fleurance                                          | Lamothe-Endo (une partie)                    | fusion                                                       | 1823                                               | 1823                         |
| Urdens                                             | Urdens                                       | fusion                                                       | 1823                                               | 1823                         |
| Urdens                                             | Lamothe-Endo (une partie)                    | fusion                                                       | 1823                                               | 1823                         |
| Garbic                                             | Garbic                                       | fusion                                                       | 1823                                               | 1823                         |
| Garbic                                             | Ayguebère                                    | fusion                                                       | 1823                                               | 1823                         |
| Gaujan                                             | Gaujan                                       | fusion                                                       | 1823                                               | 1823                         |
| Gaujan                                             | Lacaze                                       | fusion                                                       | 1823                                               | 1823                         |
| Gaujan                                             | Marun                                        | fusion                                                       | 1823                                               | 1823                         |
| Gimbrède                                           | Gimbrède                                     | fusion                                                       | 1823                                               | 1823                         |
| Gimbrède                                           | Rouillac                                     | fusion                                                       | 1823                                               | 1823                         |
| Homps                                              | Homps                                        | fusion                                                       | 1823                                               | 1823                         |
| Homps                                              | Puysentut                                    | fusion                                                       | 1823                                               | 1823                         |
| Lombez                                             | Lombez                                       | fusion                                                       | 1823                                               | 1823                         |
| Lombez                                             | Mourlens                                     | fusion                                                       | 1823                                               | 1823                         |
| Pellefigue                                         | Pellefigue                                   | fusion                                                       | 1823                                               | 1823                         |
| Pellefigue                                         | Auriebat                                     | fusion                                                       | 1823                                               | 1823                         |
| Pellefigue                                         | Viéla                                        | fusion                                                       | 1823                                               | 1823                         |
| Pouy-Roquelaure                                    | Pouy-Roquelaure                              | fusion                                                       | 1823                                               | 1823                         |
| Pouy-Roquelaure                                    | Rignac                                       | fusion                                                       | 1823                                               | 1823                         |
| Préchac                                            | Préchac (canton de Fleurance)                | fusion                                                       | 1823                                               | 1823                         |
| Préchac                                            | Nèguebouc                                    | fusion                                                       | 1823                                               | 1823                         |
| Saint-Aunix-Lengros                                | Saint-Aunix                                  | fusion                                                       | 1823                                               | 1823                         |
| Saint-Aunix-Lengros                                | Lengros                                      | fusion                                                       | 1823                                               | 1823                         |
| Saint-Avit-Frandat                                 | Saint-Avit                                   | fusion                                                       | 1823                                               | 1823                         |
| Saint-Avit-Frandat                                 | Frandat                                      | fusion                                                       | 1823                                               | 1823                         |
| Saint-Loube                                        | Saint-Loube                                  | fusion                                                       | 1823                                               | 1823                         |
| Saint-Loube                                        | Amades                                       | fusion                                                       | 1823                                               | 1823                         |
| Sarraguzan                                         | Sarraguzan                                   | fusion                                                       | 1823                                               | 1823                         |
| Sarraguzan                                         | Maumus                                       | fusion                                                       | 1823                                               | 1823                         |
| Taybosc                                            | Taybosc                                      | fusion                                                       | 1823                                               | 1823                         |
| Taybosc                                            | Ayguesmortes                                 | fusion                                                       | 1823                                               | 1823                         |
| Villefranche                                       | Villefranche-d'Astarac                       | fusion                                                       | 1823                                               | 1823                         |
| Villefranche                                       | Lasseube-Noble                               | fusion                                                       | 1823                                               | 1823                         |
| Artiguedieu                                        | Artiguedieu                                  | fusion                                                       | 1822                                               | 1822                         |
| Artiguedieu                                        | Le Garrané                                   | fusion                                                       | 1822                                               | 1822                         |
| Aujan-Mournède                                     | Aujan                                        | fusion                                                       | 1822                                               | 1822                         |
| Aujan-Mournède                                     | Mournède                                     | fusion                                                       | 1822                                               | 1822                         |
| Aurensan                                           | Aurensan                                     | fusion                                                       | 1822                                               | 1822                         |
| Aurensan                                           | Camicas                                      | fusion                                                       | 1822                                               | 1822                         |
| Aurensan                                           | Gellemale                                    | fusion                                                       | 1822                                               | 1822                         |
| Aux-Aussat                                         | Aux                                          | fusion                                                       | 1822                                               | 1822                         |
| Aux-Aussat                                         | Aussat                                       | fusion                                                       | 1822                                               | 1822                         |
| Barcugnan                                          | Barcugnan                                    | fusion                                                       | 1822                                               | 1822                         |
| Barcugnan                                          | Saint-Arailles (canton de Miélan)            | fusion                                                       | 1822                                               | 1822                         |
| Bazugues                                           | Bazugues                                     | fusion                                                       | 1822                                               | 1822                         |
| Bazugues                                           | Monsaurin                                    | fusion                                                       | 1822                                               | 1822                         |
| Bellegarde                                         | Bellegarde                                   | fusion                                                       | 1822                                               | 1822                         |
| Bellegarde                                         | Adoulins (une partie)                        | fusion                                                       | 1822                                               | 1822                         |
| Bellegarde                                         | Pis-Bajon (la partie Pis)                    | fusion                                                       | 1822                                               | 1822                         |
| Bézues-Bajon                                       | Bézues                                       | fusion                                                       | 1822                                               | 1822                         |
| Bézues-Bajon                                       | Adoulins (une partie)                        | fusion                                                       | 1822                                               | 1822                         |
| Bézues-Bajon                                       | Pis-Bajon (la partie Bajon)                  | fusion                                                       | 1822                                               | 1822                         |
| Belloc-Saint-Clamens                               | Belloc (canton de Mirande)                   | fusion                                                       | 1822                                               | 1822                         |
| Belloc-Saint-Clamens                               | Saint-Clamens                                | fusion                                                       | 1822                                               | 1822                         |
| Bézéril                                            | Bézéril                                      | fusion                                                       | 1822                                               | 1822                         |
| Bézéril                                            | Villeneuve (canton de Samatan)               | fusion                                                       | 1822                                               | 1822                         |
| Blousson-Sérian                                    | Blousson                                     | fusion                                                       | 1822                                               | 1822                         |
| Blousson-Sérian                                    | Sérian                                       | fusion                                                       | 1822                                               | 1822                         |
| Bouzon                                             | Bouzon                                       | fusion                                                       | 1822                                               | 1822                         |
| Bouzon                                             | Saint-Gô                                     | fusion                                                       | 1822                                               | 1822                         |
| Castelnau-d'Arbieu                                 | Castelnau-d'Arbieu                           | fusion                                                       | 1822                                               | 1822                         |
| Castelnau-d'Arbieu                                 | Aurenque                                     | fusion                                                       | 1822                                               | 1822                         |
| Castillon-Debats                                   | Castillon-Debats                             | fusion                                                       | 1822                                               | 1822                         |
| Castillon-Debats                                   | Louboutet (ou Le Bouté)                      | fusion                                                       | 1822                                               | 1822                         |
| Clermont-Pouyguillès                               | Clermont-Propre                              | fusion                                                       | 1822                                               | 1822                         |
| Clermont-Pouyguillès                               | Clermont-Derrière                            | fusion                                                       | 1822                                               | 1822                         |
| Clermont-Pouyguillès                               | Pouyguillès                                  | fusion                                                       | 1822                                               | 1822                         |
| Clermont-Pouyguillès                               | Bascous (canton de Mirande)                  | fusion                                                       | 1822                                               | 1822                         |
| Clermont-Pouyguillès                               | Nouailhan                                    | fusion                                                       | 1822                                               | 1822                         |
| Esclassan-Labastide                                | Esclassan                                    | fusion                                                       | 1822                                               | 1822                         |
| Esclassan-Labastide                                | Labastide-d'Astarac                          | fusion                                                       | 1822                                               | 1822                         |
| Esclassan-Labastide                                | Lalanne-Racané                               | fusion                                                       | 1822                                               | 1822                         |
| Estampes                                           | Estampes                                     | fusion                                                       | 1822                                               | 1822                         |
| Estampes                                           | Castelfranc                                  | fusion                                                       | 1822                                               | 1822                         |
| Fustérouau                                         | Fustérouau                                   | fusion                                                       | 1822                                               | 1822                         |
| Fustérouau                                         | Arparens                                     | fusion                                                       | 1822                                               | 1822                         |
| Gée-Rivière                                        | Gée                                          | fusion                                                       | 1822                                               | 1822                         |
| Gée-Rivière                                        | Rivière                                      | fusion                                                       | 1822                                               | 1822                         |
| Gée-Rivière                                        | Gelle                                        | fusion                                                       | 1822                                               | 1822                         |
| Gellenave                                          | Gellenave                                    | fusion                                                       | 1822                                               | 1822                         |
| Gellenave                                          | Mimort                                       | fusion                                                       | 1822                                               | 1822                         |
| L'Isle-de-Noé                                      | L'Isle-de-Noé                                | fusion                                                       | 1822                                               | 1822                         |
| L'Isle-de-Noé                                      | Carrolle                                     | fusion                                                       | 1822                                               | 1822                         |
| L'Isle-de-Noé                                      | Soubaignan                                   | fusion                                                       | 1822                                               | 1822                         |
| Jû-Belloc                                          | Jû                                           | fusion                                                       | 1822                                               | 1822                         |
| Jû-Belloc                                          | Belloc (canton de Plaisance)                 | fusion                                                       | 1822                                               | 1822                         |
| Jû-Belloc                                          | Beaulat                                      | fusion                                                       | 1822                                               | 1822                         |
| Juillac                                            | Juillac                                      | fusion                                                       | 1822                                               | 1822                         |
| Juillac                                            | Andenac                                      | fusion                                                       | 1822                                               | 1822                         |
| Labarthète                                         | Labarthète                                   | fusion                                                       | 1822                                               | 1822                         |
| Labarthète                                         | Lagardère (canton de Riscle)                 | fusion                                                       | 1822                                               | 1822                         |
| Labarthète                                         | Loupourret                                   | fusion                                                       | 1822                                               | 1822                         |
| Labrihe                                            | Labrihe                                      | fusion                                                       | 1822                                               | 1822                         |
| Labrihe                                            | Bouvées                                      | fusion                                                       | 1822                                               | 1822                         |
| Lagarde-Hachan                                     | Lagarde (canton de Mirande)                  | fusion                                                       | 1822                                               | 1822                         |
| Lagarde-Hachan                                     | Hachan-de-Bas                                | fusion                                                       | 1822                                               | 1822                         |
| Lagarde-Hachan                                     | Labeyrie                                     | fusion                                                       | 1822                                               | 1822                         |
| Laguian-Miélan                                     | Laguian-Miélan                               | fusion                                                       | 1822                                               | 1822                         |
| Laguian-Miélan                                     | Mazous                                       | fusion                                                       | 1822                                               | 1822                         |
| Lamaguère                                          | Lamaguère                                    | fusion                                                       | 1822                                               | 1822                         |
| Lamaguère                                          | Libou                                        | fusion                                                       | 1822                                               | 1822                         |
| Lelin-Lapujolle                                    | Lelin                                        | fusion                                                       | 1822                                               | 1822                         |
| Lelin-Lapujolle                                    | Lapujolle                                    | fusion                                                       | 1822                                               | 1822                         |
| Loubersan                                          | Loubersan                                    | fusion                                                       | 1822                                               | 1822                         |
| Loubersan                                          | Lacassaigne                                  | fusion                                                       | 1822                                               | 1822                         |
| Loubersan                                          | Vidaillan                                    | fusion                                                       | 1822                                               | 1822                         |
| Lourties-Monbrun                                   | Lourties                                     | fusion                                                       | 1822                                               | 1822                         |
| Lourties-Monbrun                                   | Monbrun (canton de Masseube)                 | fusion                                                       | 1822                                               | 1822                         |
| Manas-Bastanous                                    | Manas                                        | fusion                                                       | 1822                                               | 1822                         |
| Manas-Bastanous                                    | Bastanous                                    | fusion                                                       | 1822                                               | 1822                         |
| Manas-Bastanous                                    | Arroux                                       | fusion                                                       | 1822                                               | 1822                         |
| Manent-Montané                                     | Manent                                       | fusion                                                       | 1822                                               | 1822                         |
| Manent-Montané                                     | Montané                                      | fusion                                                       | 1822                                               | 1822                         |
| Marestaing                                         | Marestaing                                   | fusion                                                       | 1822                                               | 1822                         |
| Marestaing                                         | Louberville                                  | fusion                                                       | 1822                                               | 1822                         |
| Maumusson-Laguian                                  | Maumusson                                    | fusion                                                       | 1822                                               | 1822                         |
| Maumusson-Laguian                                  | Laguian                                      | fusion                                                       | 1822                                               | 1822                         |
| Monferran-Plavès                                   | Monferran (canton d'Auch)                    | fusion                                                       | 1822                                               | 1822                         |
| Monferran-Plavès                                   | Plavès                                       | fusion                                                       | 1822                                               | 1822                         |
| Monfort                                            | Monfort                                      | fusion                                                       | 1822                                               | 1822                         |
| Monfort                                            | Esclignac                                    | fusion                                                       | 1822                                               | 1822                         |
| Monlaur-Bernet                                     | Monlaur                                      | fusion                                                       | 1822                                               | 1822                         |
| Monlaur-Bernet                                     | Bernet                                       | fusion                                                       | 1822                                               | 1822                         |
| Montaut (canton d'Auch)                            | Montaut (canton d'Auch)                      | fusion                                                       | 1822                                               | 1822                         |
| Montaut (canton d'Auch)                            | Biane                                        | fusion                                                       | 1822                                               | 1822                         |
| Montaut (canton d'Auch)                            | Malartic                                     | fusion                                                       | 1822                                               | 1822                         |
| Monties-Aussos                                     | Monties (commune rétablie en 1949)           | fusion                                                       | 1822                                               | 1822                         |
| Monties-Aussos                                     | Aussos (commune rétablie en 1949)            | fusion                                                       | 1822                                               | 1822                         |
| Pergain-Taillac                                    | Pergain                                      | fusion                                                       | 1822                                               | 1822                         |
| Pergain-Taillac                                    | Taillac                                      | fusion                                                       | 1822                                               | 1822                         |
| Pessoulens                                         | Pessoulens                                   | fusion                                                       | 1822                                               | 1822                         |
| Pessoulens                                         | Pordiac                                      | fusion                                                       | 1822                                               | 1822                         |
| Ponsampère                                         | Ponsampère                                   | fusion                                                       | 1822                                               | 1822                         |
| Ponsampère                                         | Laffitte-Toupière                            | fusion                                                       | 1822                                               | 1822                         |
| Saint-André                                        | Saint-André                                  | fusion                                                       | 1822                                               | 1822                         |
| Saint-André                                        | Lamothe-des-Camps                            | fusion                                                       | 1822                                               | 1822                         |
| Saint-Arroman                                      | Saint-Arroman                                | fusion                                                       | 1822                                               | 1822                         |
| Saint-Arroman                                      | Clarens (canton de Masseube)                 | fusion                                                       | 1822                                               | 1822                         |
| Saint-Arroman                                      | Gaujac (canton de Masseube)                  | fusion                                                       | 1822                                               | 1822                         |
| Saint-Arroman                                      | Lembège                                      | fusion                                                       | 1822                                               | 1822                         |
| Saint-Germé                                        | Saint-Germé                                  | fusion                                                       | 1822                                               | 1822                         |
| Saint-Germé                                        | Barthe-Cagnard                               | fusion                                                       | 1822                                               | 1822                         |
| Saint-Justin                                       | Saint-Justin                                 | fusion                                                       | 1822                                               | 1822                         |
| Saint-Justin                                       | Samazan                                      | fusion                                                       | 1822                                               | 1822                         |
| Saint-Maur                                         | Saint-Maur                                   | fusion                                                       | 1822                                               | 1822                         |
| Saint-Maur                                         | Soulès                                       | fusion                                                       | 1822                                               | 1822                         |
| Saint-Médard                                       | Saint-Médard                                 | fusion                                                       | 1822                                               | 1822                         |
| Saint-Médard                                       | Mongardin                                    | fusion                                                       | 1822                                               | 1822                         |
| Saint-Médard                                       | Pouy-Ségur                                   | fusion                                                       | 1822                                               | 1822                         |
| Saint-Michel                                       | Saint-Michel                                 | fusion                                                       | 1822                                               | 1822                         |
| Saint-Michel                                       | Saint-Jaymes-de-Léon                         | fusion                                                       | 1822                                               | 1822                         |
| Saint-Mont                                         | Saint-Mont                                   | fusion                                                       | 1822                                               | 1822                         |
| Saint-Mont                                         | Cadillon                                     | fusion                                                       | 1822                                               | 1822                         |
| Sainte-Aurence-Cazaux                              | Sainte-Aurence                               | fusion                                                       | 1822                                               | 1822                         |
| Sainte-Aurence-Cazaux                              | Cazaux-Seillan                               | fusion                                                       | 1822                                               | 1822                         |
| Sarragachies                                       | Sarragachies                                 | fusion                                                       | 1822                                               | 1822                         |
| Sarragachies                                       | Lacaussade                                   | fusion                                                       | 1822                                               | 1822                         |
| Sarragachies                                       | Lalengue                                     | fusion                                                       | 1822                                               | 1822                         |
| Sémézies-Cachan                                    | Sémézies                                     | fusion                                                       | 1822                                               | 1822                         |
| Sémézies-Cachan                                    | Cachan                                       | fusion                                                       | 1822                                               | 1822                         |
| Sempesserre                                        | Sempesserre                                  | fusion                                                       | 1822                                               | 1822                         |
| Sempesserre                                        | Lasmastres                                   | fusion                                                       | 1822                                               | 1822                         |
| Tieste-Uragnoux                                    | Tieste                                       | fusion                                                       | 1822                                               | 1822                         |
| Tieste-Uragnoux                                    | Uragnoux                                     | fusion                                                       | 1822                                               | 1822                         |
| Tirent-Pontéjac                                    | Tirent                                       | fusion                                                       | 1822                                               | 1822                         |
| Tirent-Pontéjac                                    | Pontéjac                                     | fusion                                                       | 1822                                               | 1822                         |
| Villères                                           | Villères                                     | fusion                                                       | 1822                                               | 1822                         |
| Villères                                           | Vizous                                       | fusion                                                       | 1822                                               | 1822                         |
| Aurimont                                           | Aurimont                                     | fusion                                                       | 1821                                               | 1821                         |
| Aurimont                                           | Préchac (canton de Saramon)                  | fusion                                                       | 1821                                               | 1821                         |
| Auterive                                           | Auterive                                     | fusion                                                       | 1821                                               | 1821                         |
| Auterive                                           | Marseillan (canton d'Auch)                   | fusion                                                       | 1821                                               | 1821                         |
| Avéron-Bergelle                                    | Avéron                                       | fusion                                                       | 1821                                               | 1821                         |
| Avéron-Bergelle                                    | Bergelle                                     | fusion                                                       | 1821                                               | 1821                         |
| Bédéchan                                           | Bédéchan                                     | fusion                                                       | 1821                                               | 1821                         |
| Bédéchan                                           | Fanchaux                                     | fusion                                                       | 1821                                               | 1821                         |
| Belmont                                            | Belmont (canton de Vic-Fezensac)             | fusion                                                       | 1821                                               | 1821                         |
| Belmont                                            | Castéra-Préneron                             | fusion                                                       | 1821                                               | 1821                         |
| Betcave-Aguin                                      | Betcave                                      | fusion                                                       | 1821                                               | 1821                         |
| Betcave-Aguin                                      | Aguin                                        | fusion                                                       | 1821                                               | 1821                         |
| Cabas-Loumassès                                    | Cabas                                        | fusion                                                       | 1821                                               | 1821                         |
| Cabas-Loumassès                                    | Loumassès                                    | fusion                                                       | 1821                                               | 1821                         |
| Caillavet                                          | Caillavet                                    | fusion                                                       | 1821                                               | 1821                         |
| Caillavet                                          | Las                                          | fusion                                                       | 1821                                               | 1821                         |
| Caillavet                                          | Scieurac (canton de Vic-Fezensac)            | fusion                                                       | 1821                                               | 1821                         |
| Castelnau-Barbarens                                | Castelnau-Barbarens                          | fusion                                                       | 1821                                               | 1821                         |
| Castelnau-Barbarens                                | Grenadette                                   | fusion                                                       | 1821                                               | 1821                         |
| Castelnau-Barbarens                                | Pépieux                                      | fusion                                                       | 1821                                               | 1821                         |
| Castelnau-Barbarens                                | Saint-Guiraud                                | fusion                                                       | 1821                                               | 1821                         |
| Castéra-Verduzan                                   | Castéra-Vivent                               | fusion                                                       | 1821                                               | 1821                         |
| Castéra-Verduzan                                   | Verduzan                                     | fusion                                                       | 1821                                               | 1821                         |
| Castéra-Verduzan                                   | La Cavalerie                                 | fusion                                                       | 1821                                               | 1821                         |
| Catonvielle                                        | Catonvielle                                  | fusion                                                       | 1821                                               | 1821                         |
| Catonvielle                                        | Montagnac                                    | fusion                                                       | 1821                                               | 1821                         |
| Cazaux-d'Anglès                                    | Cazaux-d'Anglès                              | fusion                                                       | 1821                                               | 1821                         |
| Cazaux-d'Anglès                                    | Ardens                                       | fusion                                                       | 1821                                               | 1821                         |
| Cazaux-d'Anglès                                    | Mongaillard                                  | fusion                                                       | 1821                                               | 1821                         |
| Cologne                                            | Cologne                                      | fusion                                                       | 1821                                               | 1821                         |
| Cologne                                            | Puyminet                                     | fusion                                                       | 1821                                               | 1821                         |
| Crastes                                            | Crastes                                      | fusion                                                       | 1821                                               | 1821                         |
| Crastes                                            | Mons                                         | fusion                                                       | 1821                                               | 1821                         |
| Crastes                                            | Saint-Martin-Binagre                         | fusion                                                       | 1821                                               | 1821                         |
| Faget-Abbatial                                     | Faget-Abbatial                               | fusion                                                       | 1821                                               | 1821                         |
| Faget-Abbatial                                     | Barran-d'Astarac                             | fusion                                                       | 1821                                               | 1821                         |
| Faget-Abbatial                                     | Lompouy                                      | fusion                                                       | 1821                                               | 1821                         |
| Faget-Abbatial                                     | Gramoulas                                    | fusion                                                       | 1821                                               | 1821                         |
| L'Isle-Arné                                        | Arné                                         | fusion                                                       | 1821                                               | 1821                         |
| L'Isle-Arné                                        | L'Isle-sur-Imonde                            | fusion                                                       | 1821                                               | 1821                         |
| Labarthète                                         | Labarthète                                   | fusion                                                       | 1821                                               | 1821                         |
| Labarthète                                         | Louserson                                    | fusion                                                       | 1821                                               | 1821                         |
| Labarthète                                         | Saint-Pot                                    | fusion                                                       | 1821                                               | 1821                         |
| Lartigue                                           | Lartigue (canton de Saramon)                 | fusion                                                       | 1821                                               | 1821                         |
| Lartigue                                           | Lagouarde                                    | fusion                                                       | 1821                                               | 1821                         |
| Lartigue                                           | Mazères-Campeils                             | fusion                                                       | 1821                                               | 1821                         |
| Moncorneil-Grazan                                  | Moncorneil-Derrière                          | fusion                                                       | 1821                                               | 1821                         |
| Moncorneil-Grazan                                  | Moncorneil-Devant                            | fusion                                                       | 1821                                               | 1821                         |
| Moncorneil-Grazan                                  | Grazan                                       | fusion                                                       | 1821                                               | 1821                         |
| Montégut                                           | Montégut (canton d'Auch)                     | fusion                                                       | 1821                                               | 1821                         |
| Montégut                                           | Roquetaillade                                | fusion                                                       | 1821                                               | 1821                         |
| Nougaroulet                                        | Nougaroulet                                  | fusion                                                       | 1821                                               | 1821                         |
| Nougaroulet                                        | Coignax                                      | fusion                                                       | 1821                                               | 1821                         |
| Nougaroulet                                        | Laboubée                                     | fusion                                                       | 1821                                               | 1821                         |
| Pessan                                             | Pessan                                       | fusion                                                       | 1821                                               | 1821                         |
| Pessan                                             | Lartigolle (canton d'Auch)                   | fusion                                                       | 1821                                               | 1821                         |
| Preignan                                           | Preignan                                     | fusion                                                       | 1821                                               | 1821                         |
| Preignan                                           | Gaudoux                                      | fusion                                                       | 1821                                               | 1821                         |
| Saint-Arailles                                     | Saint-Arailles (canton de Vic-Fezensac)      | fusion                                                       | 1821                                               | 1821                         |
| Saint-Arailles                                     | Saint-Jean-d'Anglès                          | fusion                                                       | 1821                                               | 1821                         |
| Saint-Élix-Theux                                   | Saint-Élix (canton de Mirande)               | fusion                                                       | 1821                                               | 1821                         |
| Saint-Élix-Theux                                   | Theux                                        | fusion                                                       | 1821                                               | 1821                         |
| Saint-Jean-le-Comtal                               | Saint-Jean-le-Comtal                         | fusion                                                       | 1821                                               | 1821                         |
| Saint-Jean-le-Comtal                               | Arbéchan                                     | fusion                                                       | 1821                                               | 1821                         |
| Tourrenquets                                       | Tourrenquets                                 | fusion                                                       | 1821                                               | 1821                         |
| Tourrenquets                                       | Tourrens                                     | fusion                                                       | 1821                                               | 1821                         |
| Traversères                                        | Traversères                                  | fusion                                                       | 1821                                               | 1821                         |
| Traversères                                        | Aulin                                        | fusion                                                       | 1821                                               | 1821                         |
| Traversères                                        | Mauvezin-d'Astarac                           | fusion                                                       | 1821                                               | 1821                         |
| Traversères                                        | Montastruc-d'Astarac                         | fusion                                                       | 1821                                               | 1821                         |
| Aux                                                | Aux                                          | fusion                                                       | 1806                                               | 1806                         |
| Aux                                                | Lannefrancon                                 | fusion                                                       | 1806                                               | 1806                         |
| Barcugnan                                          | Barcugnan                                    | fusion                                                       | 1801                                               | 1801                         |
| Barcugnan                                          | Montagnan                                    | fusion                                                       | 1801                                               | 1801                         |
| Cologne                                            | Cologne                                      | fusion                                                       | 1801                                               | 1801                         |
| Cologne                                            | Saint-Paul (rattachée à Sainte-Anne en 1849) | fusion                                                       | 1801                                               | 1801                         |
| Laas                                               | Laas                                         | fusion                                                       | 1801                                               | 1801                         |
| Laas                                               | Costes-de-Périsson                           | fusion                                                       | 1801                                               | 1801                         |
| Saint-Pierre-d'Aubézies                            | Saint-Pierre-d'Aubézies                      | fusion                                                       | 1801                                               | 1801                         |
| Saint-Pierre-d'Aubézies                            | Les Arroutis-et-Boulouch                     | fusion                                                       | 1801                                               | 1801                         |
| Le Houga                                           | Le Houga                                     | fusion                                                       | 1797 (an V)                                        | 1797 (an V)                  |
| Le Houga                                           | Cantiran (du Houga, canton de Nogaro)        | fusion                                                       | 1797 (an V)                                        | 1797 (an V)                  |
| Peyrusse-Grande                                    | Peyrusse-Grande                              | fusion                                                       | 1797 (an V)                                        | 1797 (an V)                  |
| Peyrusse-Grande                                    | Saint-Laurent (canton de Montesquiou)        | fusion                                                       | 1797 (an V)                                        | 1797 (an V)                  |
| Bouit                                              | Bouit-Soubiran                               | fusion                                                       | 1793                                               | 1793                         |
| Bouit                                              | Bouit-Jussan                                 | fusion                                                       | 1793                                               | 1793                         |
| Labéjan                                            | Labéjan                                      | fusion                                                       | 1793                                               | 1793                         |
| Labéjan                                            | Bonnes                                       | fusion                                                       | 1793                                               | 1793                         |
| Margouët-Meymes                                    | Margouët                                     | fusion                                                       | 1793                                               | 1793                         |
| Margouët-Meymes                                    | Meymes                                       | fusion                                                       | 1793                                               | 1793                         |
| Montesquiou                                        | Montesquiou                                  | fusion                                                       | 1793                                               | 1793                         |
| Montesquiou                                        | Marignan                                     | fusion                                                       | 1793                                               | 1793                         |
| Montesquiou                                        | Pis (canton de Montesquiou)                  | fusion                                                       | 1793                                               | 1793                         |
| Eauze                                              | Eauze                                        | fusion                                                       | 1792                                               | 1792                         |
| Eauze                                              | Réans                                        | fusion                                                       | 1792                                               | 1792                         |
| Aignan                                             | Aignan                                       | fusion                                                       | 1791                                               | 1791                         |
| Aignan                                             | Fromentas                                    | fusion                                                       | 1791                                               | 1791                         |
| Aignan                                             | Lartigue (canton d'Aignan)                   | fusion                                                       | 1791                                               | 1791                         |
| Aignan                                             | Lou-Camp                                     | fusion                                                       | 1791                                               | 1791                         |
| Aignan                                             | Touailles                                    | fusion                                                       | 1791                                               | 1791                         |
| Antras                                             | Antras                                       | fusion                                                       | 1791                                               | 1791                         |
| Antras                                             | Pouy                                         | fusion                                                       | 1791                                               | 1791                         |
| Armous-et-Cau                                      | Armous                                       | fusion                                                       | 1791                                               | 1791                         |
| Armous-et-Cau                                      | Cau                                          | fusion                                                       | 1791                                               | 1791                         |
| Aubiet                                             | Aubiet                                       | fusion                                                       | 1791                                               | 1791                         |
| Aubiet                                             | Daignan                                      | fusion                                                       | 1791                                               | 1791                         |
| Avéron                                             | Avéron                                       | fusion                                                       | 1791                                               | 1791                         |
| Avéron                                             | Goueyte (canton d'Aignan)                    | fusion                                                       | 1791                                               | 1791                         |
| Ayzieu                                             | Ayzieu                                       | fusion                                                       | 1791                                               | 1791                         |
| Ayzieu                                             | Le Pin (canton de Cazaubon)                  | fusion                                                       | 1791                                               | 1791                         |
| Barran                                             | Barran                                       | fusion                                                       | 1791                                               | 1791                         |
| Barran                                             | Mazières                                     | fusion                                                       | 1791                                               | 1791                         |
| Bassoues                                           | Bassoues                                     | fusion                                                       | 1791                                               | 1791                         |
| Bassoues                                           | Saint-Félix                                  | fusion                                                       | 1791                                               | 1791                         |
| Beaumarchés                                        | Beaumarchés                                  | fusion                                                       | 1791                                               | 1791                         |
| Beaumarchés                                        | Marseillan-Debat                             | fusion                                                       | 1791                                               | 1791                         |
| Beaumarchés                                        | Monferran (canton de Plaisance)              | fusion                                                       | 1791                                               | 1791                         |
| Beaumarchés                                        | Ricau                                        | fusion                                                       | 1791                                               | 1791                         |
| Belloc                                             | Belloc (canton de Plaisance)                 | fusion                                                       | 1791                                               | 1791                         |
| Belloc                                             | Goueyte (canton de Plaisance)                | fusion                                                       | 1791                                               | 1791                         |
| Bézéril                                            | Bézéril                                      | fusion                                                       | 1791                                               | 1791                         |
| Bézéril                                            | Labarthe (canton de Samatan)                 | fusion                                                       | 1791                                               | 1791                         |
| Biran                                              | Biran                                        | fusion                                                       | 1791                                               | 1791                         |
| Biran                                              | Le Mas                                       | fusion                                                       | 1791                                               | 1791                         |
| Bouzon                                             | Bouzon                                       | fusion                                                       | 1791                                               | 1791                         |
| Bouzon                                             | Bouzonet                                     | fusion                                                       | 1791                                               | 1791                         |
| Bouzon                                             | Loucournau                                   | fusion                                                       | 1791                                               | 1791                         |
| Castelnavet                                        | Castelnavet                                  | fusion                                                       | 1791                                               | 1791                         |
| Castelnavet                                        | Auban                                        | fusion                                                       | 1791                                               | 1791                         |
| Castelnavet                                        | Estieux                                      | fusion                                                       | 1791                                               | 1791                         |
| Castelnavet                                        | Saint-Laurent                                | fusion                                                       | 1791                                               | 1791                         |
| Castéra-Lectourois                                 | Castéra-Lectourois                           | fusion                                                       | 1791                                               | 1791                         |
| Castéra-Lectourois                                 | Castex (canton de Lectoure)                  | fusion                                                       | 1791                                               | 1791                         |
| Castex                                             | Castex (canton de Cazaubon)                  | fusion                                                       | 1791                                               | 1791                         |
| Castex                                             | Labeyrie                                     | fusion                                                       | 1791                                               | 1791                         |
| Castex                                             | Saint-Canne                                  | fusion                                                       | 1791                                               | 1791                         |
| Castillon-Debats                                   | Castillon-Debats                             | fusion                                                       | 1791                                               | 1791                         |
| Castillon-Debats                                   | Batz                                         | fusion                                                       | 1791                                               | 1791                         |
| Castillon-Debats                                   | Benque                                       | fusion                                                       | 1791                                               | 1791                         |
| Castillon-Debats                                   | Lespitalet                                   | fusion                                                       | 1791                                               | 1791                         |
| Castillon-Debats                                   | Serres                                       | fusion                                                       | 1791                                               | 1791                         |
| Cazaubon                                           | Cazaubon                                     | fusion                                                       | 1791                                               | 1791                         |
| Cazaubon                                           | Barbotan                                     | fusion                                                       | 1791                                               | 1791                         |
| Cazaubon                                           | Cutxan                                       | fusion                                                       | 1791                                               | 1791                         |
| Cazaubon                                           | Garbiey                                      | fusion                                                       | 1791                                               | 1791                         |
| Cazaubon                                           | Saint-Christau (canton de Cazaubon)          | fusion                                                       | 1791                                               | 1791                         |
| Cazaubon                                           | Sainte-Fauste                                | fusion                                                       | 1791                                               | 1791                         |
| Cazaubon                                           | Le Sentex                                    | fusion                                                       | 1791                                               | 1791                         |
| Cazaubon                                           | Tavernes                                     | fusion                                                       | 1791                                               | 1791                         |
| Couloumé                                           | Couloumé                                     | fusion                                                       | 1791                                               | 1791                         |
| Couloumé                                           | Bière                                        | fusion                                                       | 1791                                               | 1791                         |
| Couloumé                                           | Loussous-Dessus ou Paris                     | fusion                                                       | 1791                                               | 1791                         |
| Escorneboeuf                                       | Escorneboeuf                                 | fusion                                                       | 1791                                               | 1791                         |
| Escorneboeuf                                       | Ambon                                        | fusion                                                       | 1791                                               | 1791                         |
| Escorneboeuf                                       | Saint-Jean-de-la-Salette                     | fusion                                                       | 1791                                               | 1791                         |
| Gazax-et-Baccarisse                                | Gazax                                        | fusion                                                       | 1791                                               | 1791                         |
| Gazax-et-Baccarisse                                | Baccarisse                                   | fusion                                                       | 1791                                               | 1791                         |
| Haget                                              | Haget                                        | fusion                                                       | 1791                                               | 1791                         |
| Haget                                              | Lasserre-Pardiac                             | fusion                                                       | 1791                                               | 1791                         |
| Le Houga                                           | Le Houga                                     | fusion                                                       | 1791                                               | 1791                         |
| Le Houga                                           | Toujun                                       | fusion                                                       | 1791                                               | 1791                         |
| Jegun                                              | Jegun                                        | fusion                                                       | 1791                                               | 1791                         |
| Jegun                                              | Arpentian                                    | fusion                                                       | 1791                                               | 1791                         |
| Jegun                                              | Lézian                                       | fusion                                                       | 1791                                               | 1791                         |
| Juilles                                            | Juilles                                      | fusion                                                       | 1791                                               | 1791                         |
| Juilles                                            | Marrox                                       | fusion                                                       | 1791                                               | 1791                         |
| Juilles                                            | Saint-Caprais (rétablie en 1947)             | fusion                                                       | 1791                                               | 1791                         |
| Labastide-d'Armagnac (auj. département des Landes) | Labastide-d'Armagnac                         | fusion                                                       | 1791                                               | 1791                         |
| Labastide-d'Armagnac (auj. département des Landes) | Geux                                         | fusion                                                       | 1791                                               | 1791                         |
| Labastide-d'Armagnac (auj. département des Landes) | Le Saumont                                   | fusion                                                       | 1791                                               | 1791                         |
| Ladevèze-Ville                                     | Ladevèze-Ville                               | fusion                                                       | 1791                                               | 1791                         |
| Ladevèze-Ville                                     | Castets                                      | fusion                                                       | 1791                                               | 1791                         |
| Ladevèze-Ville                                     | Saint-André (canton de Marciac)              | fusion                                                       | 1791                                               | 1791                         |
| Ladevèze-Ville                                     | Saint-Pierre                                 | fusion                                                       | 1791                                               | 1791                         |
| Lamothe-Endo                                       | Lamothe-Endo                                 | fusion                                                       | 1791                                               | 1791                         |
| Lamothe-Endo                                       | Lahite (canton de Fleurance)                 | fusion                                                       | 1791                                               | 1791                         |
| Lannemaignan                                       | Lannemaignan                                 | fusion                                                       | 1791                                               | 1791                         |
| Lannemaignan                                       | Houeillède                                   | fusion                                                       | 1791                                               | 1791                         |
| Lasserade                                          | Lasserade                                    | fusion                                                       | 1791                                               | 1791                         |
| Lasserade                                          | Croute                                       | fusion                                                       | 1791                                               | 1791                         |
| Lectoure                                           | Lectoure                                     | fusion                                                       | 1791                                               | 1791                         |
| Lectoure                                           | Saint-Bars                                   | fusion                                                       | 1791                                               | 1791                         |
| Lectoure                                           | Saint-Cirile                                 | fusion                                                       | 1791                                               | 1791                         |
| Lectoure                                           | Saint-Germain (canton de Lectoure)           | fusion                                                       | 1791                                               | 1791                         |
| Lectoure                                           | Saint-Orens (canton de Lectoure)             | fusion                                                       | 1791                                               | 1791                         |
| Louslitges                                         | Louslitges                                   | fusion                                                       | 1791                                               | 1791                         |
| Louslitges                                         | Boussas                                      | fusion                                                       | 1791                                               | 1791                         |
| Lupiac                                             | Lupiac                                       | fusion                                                       | 1791                                               | 1791                         |
| Lupiac                                             | Cahuzères                                    | fusion                                                       | 1791                                               | 1791                         |
| Lupiac                                             | Gignan                                       | fusion                                                       | 1791                                               | 1791                         |
| Lupiac                                             | Mimon                                        | fusion                                                       | 1791                                               | 1791                         |
| Lupiac                                             | Le Pin (canton d'Aignan)                     | fusion                                                       | 1791                                               | 1791                         |
| Lussan                                             | Lussan                                       | fusion                                                       | 1791                                               | 1791                         |
| Lussan                                             | Pailhan                                      | fusion                                                       | 1791                                               | 1791                         |
| Manciet                                            | Manciet                                      | fusion                                                       | 1791                                               | 1791                         |
| Manciet                                            | Malourey                                     | fusion                                                       | 1791                                               | 1791                         |
| Manciet                                            | Sarranté                                     | fusion                                                       | 1791                                               | 1791                         |
| Manciet                                            | Sauboires                                    | fusion                                                       | 1791                                               | 1791                         |
| Marciac                                            | Marciac                                      | fusion                                                       | 1791                                               | 1791                         |
| Marciac                                            | Buzon                                        | fusion                                                       | 1791                                               | 1791                         |
| Margouët                                           | Margouët                                     | fusion                                                       | 1791                                               | 1791                         |
| Margouët                                           | Lartigolle (canton d'Aignan)                 | fusion                                                       | 1791                                               | 1791                         |
| Marsolan                                           | Marsolan                                     | fusion                                                       | 1791                                               | 1791                         |
| Marsolan                                           | Saint-Georges (canton de Lectoure)           | fusion                                                       | 1791                                               | 1791                         |
| Marsolan                                           | Tressens                                     | fusion                                                       | 1791                                               | 1791                         |
| Mauléon                                            | Mauléon                                      | fusion                                                       | 1791                                               | 1791                         |
| Mauléon                                            | Bréchan                                      | fusion                                                       | 1791                                               | 1791                         |
| Mauléon                                            | Cucassé                                      | fusion                                                       | 1791                                               | 1791                         |
| Mauléon                                            | Soubère                                      | fusion                                                       | 1791                                               | 1791                         |
| Maupas                                             | Maupas                                       | fusion                                                       | 1791                                               | 1791                         |
| Maupas                                             | Saint-Roc                                    | fusion                                                       | 1791                                               | 1791                         |
| Miramont                                           | Miramont                                     | fusion                                                       | 1791                                               | 1791                         |
| Miramont                                           | Vicnau                                       | fusion                                                       | 1791                                               | 1791                         |
| Ordan                                              | Ordan                                        | fusion                                                       | 1791                                               | 1791                         |
| Ordan                                              | Saint-Jean-de-Basillac                       | fusion                                                       | 1791                                               | 1791                         |
| Parleboscq (département des Landes)                | Parleboscq (département des Landes)          | fusion                                                       | 1791                                               | 1791                         |
| Parleboscq (département des Landes)                | Esperroux (département du Gers)              | fusion                                                       | 1791                                               | 1791                         |
| Parleboscq (département des Landes)                | Laballe (département du Gers)                | fusion                                                       | 1791                                               | 1791                         |
| Pauilhac                                           | Pauilhac                                     | fusion                                                       | 1791                                               | 1791                         |
| Pauilhac                                           | Bouillas                                     | fusion                                                       | 1791                                               | 1791                         |
| Peyrusse-Grande                                    | Peyrusse-Grande                              | fusion                                                       | 1791                                               | 1791                         |
| Peyrusse-Grande                                    | Guillamats                                   | fusion                                                       | 1791                                               | 1791                         |
| Pis-Bajon                                          | Pis (canton de Masseube)                     | fusion                                                       | 1791                                               | 1791                         |
| Pis-Bajon                                          | Bajon                                        | fusion                                                       | 1791                                               | 1791                         |
| Pouyloubrin                                        | Pouyloubrin                                  | fusion                                                       | 1791                                               | 1791                         |
| Pouyloubrin                                        | Attas                                        | fusion                                                       | 1791                                               | 1791                         |
| Pouyloubrin                                        | Lannabère                                    | fusion                                                       | 1791                                               | 1791                         |
| Pouy-Roquelaure                                    | Pouy-Roquelaure                              | fusion                                                       | 1791                                               | 1791                         |
| Pouy-Roquelaure                                    | Roquelaure (canton de Lectoure)              | fusion                                                       | 1791                                               | 1791                         |
| Saint-André                                        | Saint-André (canton de Samatan)              | fusion                                                       | 1791                                               | 1791                         |
| Saint-André                                        | Préneron (canton de Samatan)                 | fusion                                                       | 1791                                               | 1791                         |
| Sainte-Marie                                       | Sainte-Marie                                 | fusion                                                       | 1791                                               | 1791                         |
| Sainte-Marie                                       | Saint-Germain (canton de Gimont)             | fusion                                                       | 1791                                               | 1791                         |
| Sainte-Marie                                       | Saint-Martin-du-Hourg                        | fusion                                                       | 1791                                               | 1791                         |
| Sainte-Marie                                       | Saint-Pé-du-Bosc                             | fusion                                                       | 1791                                               | 1791                         |
| Sainte-Marie                                       | Trané                                        | fusion                                                       | 1791                                               | 1791                         |
| Scieurac-et-Flourès                                | Flourès                                      | fusion                                                       | 1791                                               | 1791                         |
| Scieurac-et-Flourès                                | Scieurac (canton de Marciac)                 | fusion                                                       | 1791                                               | 1791                         |
| Sempesserre                                        | Sempesserre                                  | fusion                                                       | 1791                                               | 1791                         |
| Sempesserre                                        | Le Soudaire                                  | fusion                                                       | 1791                                               | 1791                         |
| Toujouse                                           | Toujouse                                     | fusion                                                       | 1791                                               | 1791                         |
| Toujouse                                           | Guillas                                      | fusion                                                       | 1791                                               | 1791                         |

## Créations et rétablissements
| Nom de la commune créée | Commune affectée    | Mode de création              | Date (et nature) de la décision | Date d'effet          |
| ----------------------- | ------------------- | ----------------------------- | ------------------------------- | --------------------- |
| Berdoues                | Berdoues-Ponsampère | Rétablissement et suppression | 20 octobre 1993 (Arrêté)        | 1er janvier 1994      |
| Ponsampère              | Berdoues-Ponsampère | Rétablissement et suppression | 20 octobre 1993 (Arrêté)        | 1er janvier 1994      |
| Monties                 | Monties-Aussos      | Rétablissement et suppression | 15 avril 1949 (Arrêté)          | 14 mai 1949           |
| Aussos                  | Monties-Aussos      | Rétablissement et suppression | 15 avril 1949 (Arrêté)          | 14 mai 1949           |
| Saint-Caprais           | Juilles             | Rétablissement                | 3 octobre 1947 (Arrêté)         | 9 novembre 1947       |
| Urgosse                 | Nogaro              | Démembrement                  | 29 juillet 1893 (Loi)           | 29 juillet 1893 (Loi) |
| Larroque-Saint-Sernin   | Saint-Puy           | Démembrement                  | 28 février 1851 (Loi)           | 28 février 1851 (Loi) |
| Aurenque                | Lectoure            | Démembrement                  | 1790                            | 1790                  |
| Bars                    | Marciac             | Démembrement                  | 1790                            | 1790                  |
| Béraut                  | Condom              | Démembrement                  | 1790                            | 1790                  |

## Modifications de nom officiel
| Ancien nom          | Nouveau nom                | Date (et nature) de la décision |
| ------------------- | -------------------------- | ------------------------------- |
| Montpézat           | Montpezat                  | 27 décembre 2022 (Décret)       |
| Villefranche        | Villefranche-d'Astarac     | 27 décembre 2022 (Décret)       |
| Lasserade           | Lasserrade                 | 26 février 2020 (Décret)        |
| Saint-Élix          | Saint-Élix-d'Astarac       | 22 décembre 2017 (Décret) ,     |
| Cahuzac             | Cahuzac-sur-Adour          | 3 juin 1965 (Décret)            |
| Gavarret            | Gavarret-sur-Aulouste      | 22 janvier 1962 (Décret)        |
| Miramont            | Miramont-d'Astarac         | 27 mars 1961 (Décret)           |
| Miramont            | Miramont-Latour            | 17 décembre 1958 (Décret)       |
| Monclar             | Monclar-sur-Losse          | 17 décembre 1958 (Décret)       |
| Montégut            | Montégut-Savès             | 17 décembre 1958 (Décret)       |
| Saint-Martin        | Saint-Martin-Gimois        | 17 décembre 1958 (Décret)       |
| Valence             | Valence-sur-Baïse          | 17 décembre 1958 (Décret)       |
| Villecomtal         | Villecomtal-sur-Arros      | 17 décembre 1958 (Décret)       |
| Luppé               | Luppé-Violles              | 22 novembre 1923 (Décret)       |
| Lagraulet           | Lagraulet-du-Gers          | 14 novembre 1921 (Décret)       |
| Montestruc          | Montestruc-sur-Gers        | 7 janvier 1921 (Décret)         |
| Montaut             | Montaut-les-Créneaux       | 3 novembre 1919 (Décret)        |
| Caupenne            | Caupenne-d'Armagnac        | 13 avril 1899 (Décret)          |
| Lias                | Lias-d'Armagnac            | 17 mars 1899 (Décret)           |
| Campagne            | Campagne-d'Armagnac        | 27 novembre 1897 (Décret)       |
| Salles              | Salles-d'Armagnac          | 11 novembre 1897 (Décret)       |
| Bretagne            | Bretagne-d'Armagnac        | 24 juillet 1897 (Décret)        |
| Préchac             | Préchac-sur-l'Adour        | 17 janvier 1896 (Décret)        |
| Monlezun            | Monlezun-d'Armagnac        | 26 décembre 1894 (Décret)       |
| Thermes             | Thermes-d'Armagnac         | 7 avril 1894 (Décret)           |
| Mauléon             | Mauléon-d'Armagnac         | 5 octobre 1893 (Décret)         |
| Sainte-Christie     | Sainte-Christie-d'Armagnac | 15 avril 1893 (Décret)          |
| Barcelonne          | Barcelonne-du-Gers         | 3 avril 1893 (Décret)           |
| Saint-Martin        | Saint-Martin-d'Armagnac    | 26 février 1892 (Décret)        |
| Laguian-Miélan      | Laguian-Mazous             | 3 décembre 1888 (Décret)        |
| Lasserre-Berdoues   | Berdoues                   | 28 août 1885 (Décret)           |
| Larroumieu          | La Romieu                  | 14 mai 1857 (Décret)            |
| Saint-Orens         | Saint-Orens-Pouy-Petit     | 24 janvier 1854 (Décret)        |
| Saint-Lary          | Sainte-Radegonde           | 27 août 1846 (Ordonnance)       |
| Lauret-Sainte-Gemme | Sainte-Gemme               | 25 juin 1843 (Ordonnance)       |

## Modifications de limites communales
Les modifications des limites communales décidées par arrêtés préfectoraux ne sont pas répertoriées dans le Journal officiel ni dans le Bulletin officiel.
| La commune de ...                             | ... cède du territoire à la commune de ...     | précisions                                  | Date (et nature) de la décision |
| --------------------------------------------- | ---------------------------------------------- | ------------------------------------------- | ------------------------------- |
| Monlezun                                      | Tillac                                         | 8 habitants Superficie de 50 ha 93 a 93 ca  | 28 janvier 1959 (Arrêté)        |
| Monlezun                                      | Laveraët                                       | 11 habitants Superficie de 93 ha 52 a 95 ca | 27 février 1958 (Arrêté)        |
| Corneillan                                    | Saint-Germé                                    | Superficie de 200 ha 60 a                   | 30 décembre 1955 (Arrêté)       |
| Saint-André                                   | Lahas                                          |                                             | 8 février 1955 (Arrêté)         |
| Noilhan                                       | Cazaux-Savès                                   | Superficie de 91 a 32 ca                    | 11 juillet 1953 (Arrêté)        |
| Sainte-Christie                               | Salles                                         | Limite fixée par le ruisseau du Taret       | 4 octobre 1882 (Décret)         |
| Polastron                                     | Saint-Martin-Gimois                            | Hameau d'En-Mathalin                        | 20 mai 1867 (Loi)               |
| Sainte-Christie                               | Cravencères                                    | Section de Sarclé                           | 17 avril 1867 (Loi)             |
| Montfort                                      | Sainte-Gemme                                   |                                             | 18 mai 1861 (Loi)               |
| Belloc-Saint-Clamens                          | Lasserre-Berdoues                              | Section de Saint-Clamens                    | 27 mars 1858 (Loi)              |
| Cologne                                       | Sainte-Anne                                    | Section de Saint-Paul                       | 4 août 1849 (Loi)               |
| Miramont                                      | Lamazère                                       | Section d'Embertranet                       | 13 juin 1841 (Loi)              |
| Nogaro                                        | Sorbets                                        | Enclave de Labarthère                       | 4 mars 1836 (Ordonnance)        |
| Meilhan                                       | Montiès-Aussos                                 | Enclave de Seignans                         | 30 mars 1831 (Loi)              |
| Fontrailles (département des Hautes-Pyrénées) | Montaut                                        | Section des Marguils (enclave)              | 30 mars 1831 (Loi)              |
| Simorre                                       | Boissède (département de Haute-Garonne)        | Sections de Las Bagnères et Pargesse        | 26 mars 1829 (Loi)              |
| Simorre                                       | L'Isle-en-Dodon (département de Haute-Garonne) | Sections de Las Bagnères et Pargesse        | 26 mars 1829 (Loi)              |
| Simorre                                       | Molas (département de Haute-Garonne)           | Sections de Las Bagnères et Pargesse        | 26 mars 1829 (Loi)              |
| Le Pin (département de Haute-Garonne)         | Gensac                                         | Section de Murelet                          | 26 mars 1829 (Loi)              |
| Forgues (département de Haute-Garonne)        | Saint-Loube-Amade                              | Section de la Cabane d'Asterac              | 26 mars 1829 (Loi)              |

## Changement de département

### 1791
Rattachement au département des Landes des deux communes gersoises d'Esperroux et de Labarre qui fusionnent avec celle de Parleboscq.

### 1808
Le département de Tarn-et-Garonne est créé par Senatus Consulte du 4 novembre 1808. Le canton de Lavit est prélevé du département du Gers et rattaché au nouveau département, soit un total de 15 communes.
| Département de rattachement | Département d'origine | Canton concerné | Communes concernées |
| --------------------------- | --------------------- | --------------- | --- |
| TARN-ET-GARONNE             | GERS                  | Canton de Lavit | Asques, Balignac, Bardigues, Castéra-Bouzet, Doazac, Gramont, Lachapelle, Lavit, Mansonville, Marsac, Maumusson, Montgaillard, Poupas, Puygaillard et Saint-Jean-du-Bouzet |

### 1850
Rattachement au département des Landes de la commune de Labastide-d'Armagnac, auparavant dans le département du Gers (Loi du 5 février 1850)

## Communes associées
Liste des communes ayant, ou ayant eu (en italique), à la suite d'une fusion, le statut de commune associée.
| Nom de la commune | Code INSEE | Fusion-association                     | Fusion-association | Fusion-association | Fusion-association                       | D - Défusion ou F - transformation de l'association en fusion simple | D - Défusion ou F - transformation de l'association en fusion simple | D - Défusion ou F - transformation de l'association en fusion simple | D - Défusion ou F - transformation de l'association en fusion simple |
| Nom de la commune | Code INSEE | date de la décision                    | date d'effet       | commune absorbante | nom de la commune résultant de la fusion | D/F                                                                  | date de la décision                                                  | date d'effet                                                         | commentaire                                                          |
| ----------------- | ---------- | -------------------------------------- | ------------------ | ------------------ | ---------------------------------------- | -------------------------------------------------------------------- | -------------------------------------------------------------------- | -------------------------------------------------------------------- | -------------------------------------------------------------------- |
| Ponsampère        | 32323      | Arrêté préfectoral du 29 décembre 1972 | 1er janvier 1973   | Berdoues           | Berdoues-Ponsampère                      | D                                                                    | Arrêté préfectoral du 20 octobre 1993                                | 1er janvier 1994                                                     | Berdoues-Ponsampère reprend le nom de Berdoues                       |
| Monbert           | 32259      | Décret du 8 juillet 1974               | 1er août 1974      | Le Brouilh         | Le Brouilh-Monbert                       | F                                                                    | Arrêté préfectoral du 31 décembre 1980                               | 1er janvier 1981                                                     |                                                                      |
| Artiguedieu       | 32011      | Arrêté préfectoral du 30 décembre 1972 | 1er janvier 1973   | Seissan            | Seissan                                  |                                                                      |                                                                      |                                                                      |                                                                      |
| Lagraulas         | 32179      | Arrêté préfectoral du 28 décembre 1972 | 1er janvier 1973   | Vic-Fezensac       | Vic-Fezensac                             |                                                                      |                                                                      |                                                                      |                                                                      |